# زمین‌لرزه ۱۹۴۶ ترکمنستان
زمین‌لرزه ترکمنستان  در تاریخ ۴ نوامبر ۱۹۴۶ میلادی، برابر با ‎۱۳ آبان ۱۳۲۵، ساعت ۲۱:۴۷:۴۷ به زمان یوتی‌سی در ترکمنستان رخ داد. بزرگی آن ۷٫۱ در مقیاس Mw اعلام شده‌است. زمین‌لرزه به وقت محلی در روز سه‌شنبه، ساعت ۲ روی داده و منطقه زمانی آن یوتی‌سی +۵ بوده‌است .
سازمان زمین‌شناسی آمریکا نیز جای این زمین‌لرزه را در مختصات ۳۹°۱۸′شمالی ۵۵°۲۴′شرقی / ۳۹٫۳°شمالی ۵۵٫۴°شرقی و بزرگی آنرا برابر با ۷٫۵ در مقیاس ریشتر اعلام کرده‌است. ژرفای گزارش شده از سوی این سازمان ۲۶ کیلومتر می‌باشد.
شمار کشتگان زلزله حدود ۴۰۰ نفر بوده‌است.